# Cimetière des Pestiférés de Bouligney
Le cimetière des Pestiférés est un cimetière situé à Bouligney, en France.

## Localisation
Le cimetière est situé sur la commune de Bouligney, dans le département français de la Haute-Saône.

## Historique
L'édifice est inscrit au titre des monuments historiques en 2009.